# Casbia isogramma
Casbia isogramma är en fjärilsart som beskrevs av Louis Beethoven Prout 1926. Casbia isogramma ingår i släktet Casbia och familjen mätare. Inga underarter finns listade i Catalogue of Life.